# 클로로퀸
클로로퀸(영어: chloroquine)은 말라리아의 영향력이 있는 지역에서 말라리아 예방 및 치료에 사용되는 약물이다. 특정한 종류의 말라리아, 내성균, 복합적인 케이스들은 보통 다른 약물이나 추가 약물이 필요하다. 창자 밖에서 발생하는 아메바성 감염, 류머티스 관절염, 루푸스병에도 간헐적으로 사용된다. 구강으로 투여한다.
일반적인 부작용응로는 근육 질환, 식욕 부진, 설사, 피부 발진이 포함된다. 심각한 부작용으로는 시력 문제, 근육 손상, 뇌전증 발작, 재생불량성빈혈이 포함된다. 임신 중에 복용하는 것은 안전한 것으로 알려져 있으나 이 그룹의 인원들에 대해 충분히 연구되지는 않았다. 클로로퀸은 4-아미노퀴놀린계 약물에 속한다. 적혈구 내 무성 형태의 말라리아에 대항하여 작동한다.
클로로퀸은 1934년 한스 안데르자크에 의해 발견되었다. 의료제도에 필수적인 가장 효과적이고 안전한 의약품 목록인 WHO 필수 의약품 목록에 등재되어 있으므로, 국내 업체인 명인제약의 경우, '클로퀸정'으로 1996년에 제네릭 의약품으로 허가된 바 있다. 개발도상국의 도매가는 약 US$0.04이다. 미국내 비용은 1회 복용량 기준으로 대략 US$5.30이다.

## 적응증
- 류마티스관절염, 유년성 류마티스 관절염, 원판성 및 전신홍반루푸스, 광과민성 피부질환
- 말라리아 감염증의 치료 및 예방

## 같이 보기
- 퀴닌
- 하이드록시클로로퀸